# Елисейские Поля
Елисе́йские Поля́, или Шанз Элизе́ (фр. avenue des Champs-Élysées, [ˌʃɑ̃zeliˈze], или les Champs-Élysées, или просто les Champs), — центральная улица Парижа, одна из главных магистралей VIII округа французской столицы. Елисейские Поля простираются от площади Согласия (Конкорд) до Триумфальной арки. Длина — 1915 м, ширина — 71 м.

## Происхождение названия
Название происходит от Элизиума (Элизия) в древнегреческой мифологии. Елисейские Поля — прекрасные поля блаженных в загробном мире на берегу реки Океан, куда по окончании бренной жизни попадают любимые богами герои. На «островах блаженных» царствует вечная весна, здесь нет ни болезней, ни страданий.

## Описание

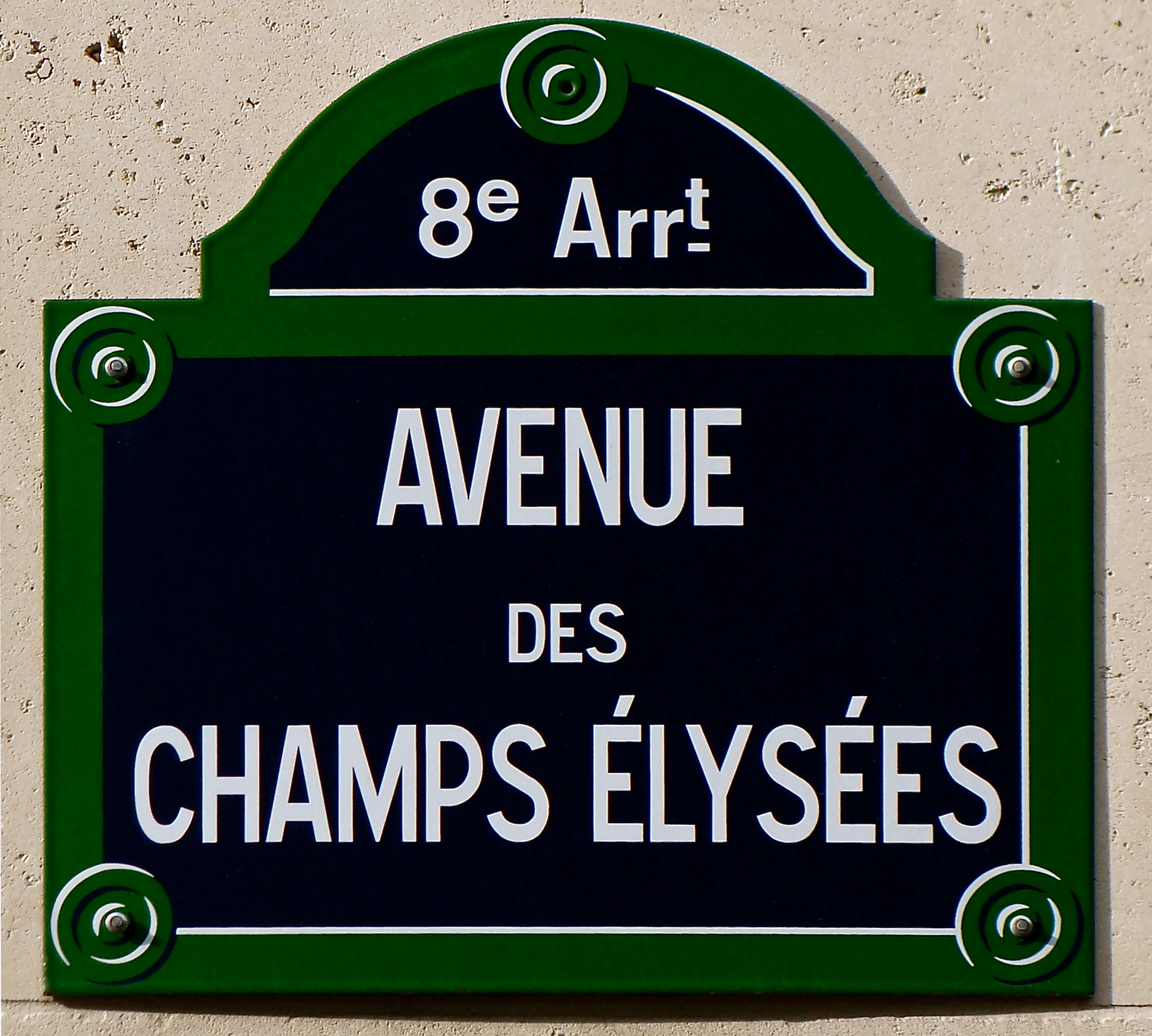

Елисейские Поля находятся в 8 округе Парижа, на северо-западе города, протянувшись с востока на запад между площадью Согласия, там, где возвышается Луксорский обелиск, и площадью Шарля де Голля (или площадью Звезды), в центре которой установлена Триумфальная арка, на холме Шайо. Елисейские Поля — одна из самых популярных достопримечательностей Парижа, куда ежедневно приходят сотни тысяч людей.
Елисейские Поля лежат строго по исторической оси города, которая берет своё начало от двора Наполеона в Лувре со статуей Людовика XIV на лошади, продолжается на запад через арку на площади Каррузель, пересекает Королевский сад Тюильри, Луксорский обелиск, Триумфальную арку на площади Звезды и заканчивается Большой аркой Дефанс.

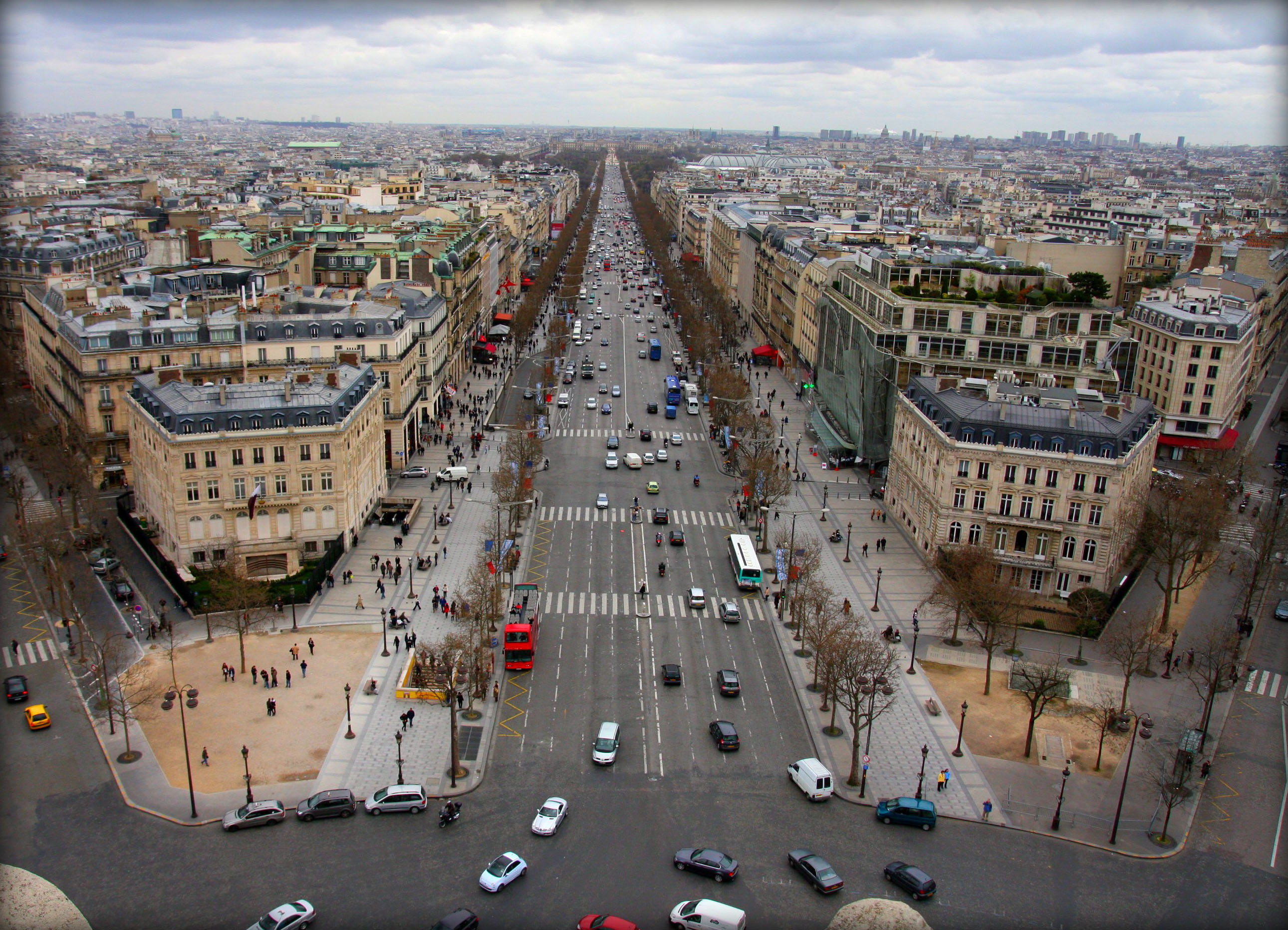
Вид на Елисейские Поля с Триумфальной арки

Елисейские Поля можно условно разделить на две зоны: парковую и магазинную. От площади Согласия до Круглой площади по обе стороны проспекта простирается прогулочный парк 700 метров в длину и 300—400 в ширину, разделённый аллеями на квадраты:
- северный сектор, с востока на запад
  - квадрат Послов (название происходит от отелей, построенных архитектором Анж Жаком Габриелем для дипломатов иностранных государств на площади Согласия). Сравнительно недавно известный кутюрье Пьер Карден организовал здесь культурный центр Эспас Пьер Карден. Здесь также находится знаменитая скульптурная группа «Кони Марли» Гийома Кусту.
  - Елисейский квадрат (перед Елисейским дворцом). На углу Елисейских Полей и проспекта Мариньи установлен памятник Жану Мулену, герою Сопротивления, захваченному гитлеровцами и умершему под пытками. Одной из главных достопримечательностей Елисейских Полей является парижская резиденция главы Французской Республики, Елисейский дворец. Все президенты начиная с Третьей республики жили и работали в этом дворце.
  - квадрат Мариньи (там, где начинается улица Цирка). Здесь с 1855 года находится Театр Мариньи (фр.), которым в течение нескольких лет руководил основоположник французской оперетты Жак Оффенбах. В этом квадрате также находится филателистический рынок.
- южный сектор, с востока на запад:
  - квадрат Георама, или Ледуаен (напротив квадрата Послов): здесь расположен один из старейших французских ресторанов — Ледуайен (Pavillon Ledoyen). Павильон (сохранившееся до наших дней жёлтое здание), построенный ещё в 1848, сыграл ощутимую культурную роль: здесь бывали такие знаменитости, как Флобер, Мопассан, Золя, Жан Кокто.
  - большой квадрат Игр, или большой квадрат Праздников (напротив Елисейского квадрата). Этот участок, на который открывался вид из окон Елисейского дворца, был организован маркизом Мариньи по поручению любовницы Людовика XV маркизы де Помпадур. Здесь находятся Малый дворец и Большой дворец, в котором открылся Музей открытий и изобретений. В центре площади Клемансо воздвигнута бронзовая статуя великого военачальника, приведшего Францию к победе в Первой мировой войне.

В каждом из квадратов, кроме последнего, во время работ, проводившихся под руководством архитектора Жака Гитторфа, в 1840—1847 годах были установлены фонтаны.
Прогулочная часть Елисейских Полей заканчивается на Круглой площади (Рон Пуэн), где находится одноимённый театр (Theatre de Rond-Point), в котором с 1980-го прописалась труппа, основанная заслуженными работниками французского театра Мадлен Рено и Жаном-Луи Барро.

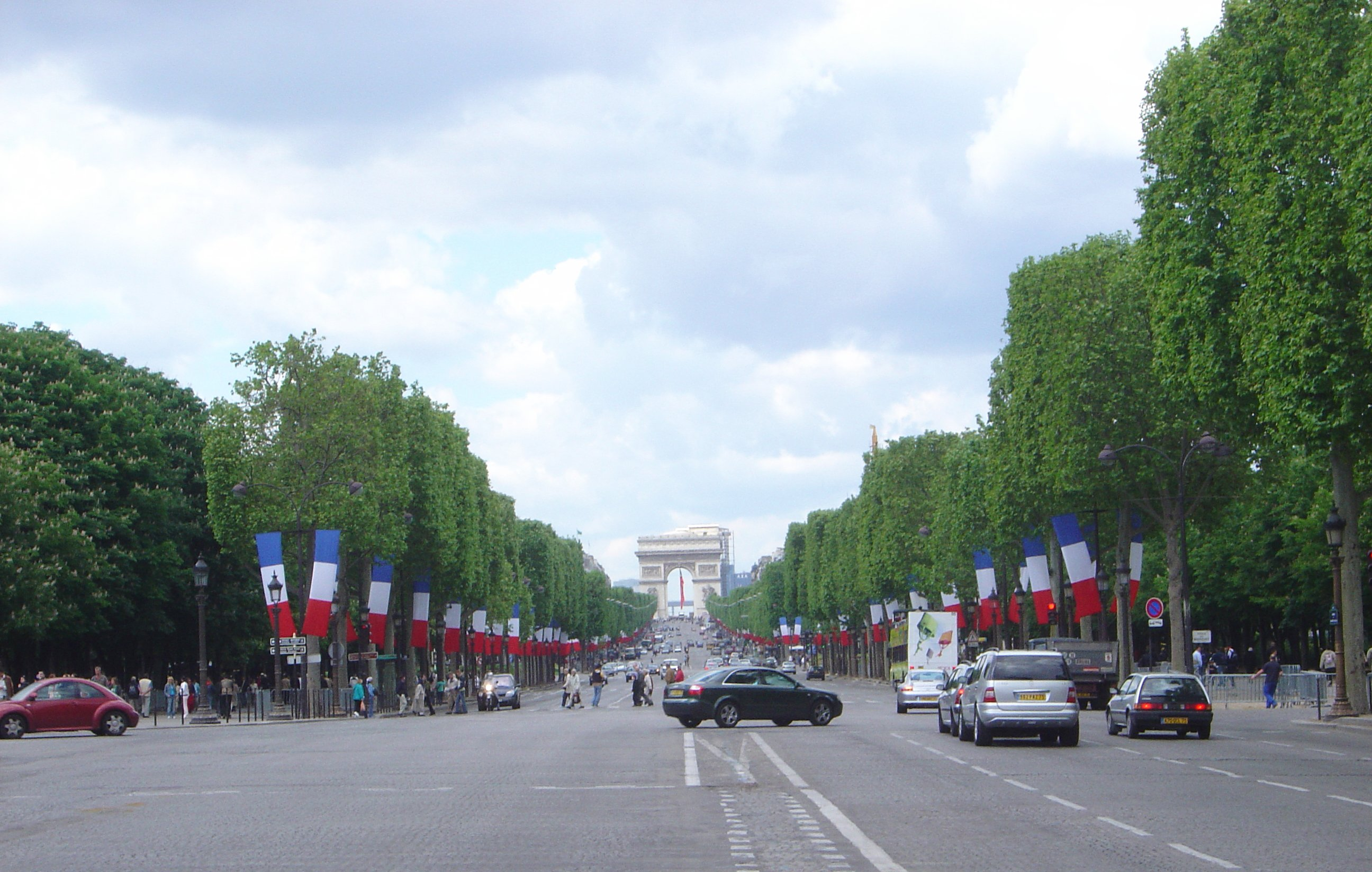
Елисейские Поля, украшенные национальным триколором

Далее Елисейские Поля продолжаются на запад, где в так называемой магазинной части (два тротуара по 22 м каждый и проезжая часть — 27 м) сосредоточены банки, офисы авиакомпании, выставочные витрины автомобилей, редакция газеты Le Figaro и газеты Jour de France, расположилось большое количество кинотеатров, ресторанов, множество различных магазинов, известных по всему миру (в том числе многоуровневый торговый центр музыкальной продукции Virgin Megastore), туристические офисы и агентства, аристократический русский ресторан «Распутин», знаменитое кабаре «Лидо», центральный офис туризма. В кинотеатрах на Елисейских Полях часто проходят премьеры кинофильмов с участием мировых кинозвёзд.
Елисейские Поля упираются в площадь Звезды. В её центре находится знаменитая Триумфальная арка. Крыша арки представляет собой смотровую площадку, откуда открывается великолепный вид на Елисейские Поля и османовский Париж, а в центральном пролёте арки с 1921 года устроена могила Неизвестного солдата, на которой с 1926 года зажжён вечный огонь. И хотя войска больше не могут проходить под аркой, это одно из самых торжественно-официальных мест в Париже.
Проспект Елисейские Поля не только одно из самых прекрасных мест в мире, но и одно из самых дорогих: арендная плата в пересчёте на один квадратный метр офисного пространства составляла 10 тыс. евро в 2010 году. Мало кто из горожан проживает там. На Елисейских Полях находятся офисы и магазины, принадлежащие известным во всём мире фирмам. Поэтому эта улица является самой дорогой в Европе (на втором месте — New Bond Street в Лондоне) и пятой в мире наравне с Пятой авеню в Нью-Йорке, Гиндза в Токио и Pitt Street Mall в Сиднее.
Елисейские Поля — одна из лучших улиц в Париже и, согласно расхожему стереотипу, — «самая красивая авеню в мире» (la plus belle avenue du monde).
Каждый год, в национальный праздник Франции 14 июля, военный парад проходит по Елисейским Полям от Триумфальной Арки до Площади Согласия. Последний этап знаменитой велогонки Тур де Франс заканчивается на Елисейских Полях.
Елисейские Поля послужили прототипом для создания авеню Бенджамина Франклина в Филадельфии (США) в 1917 году и Пасео-де-ла-Реформа в Мехико в 1860 году.

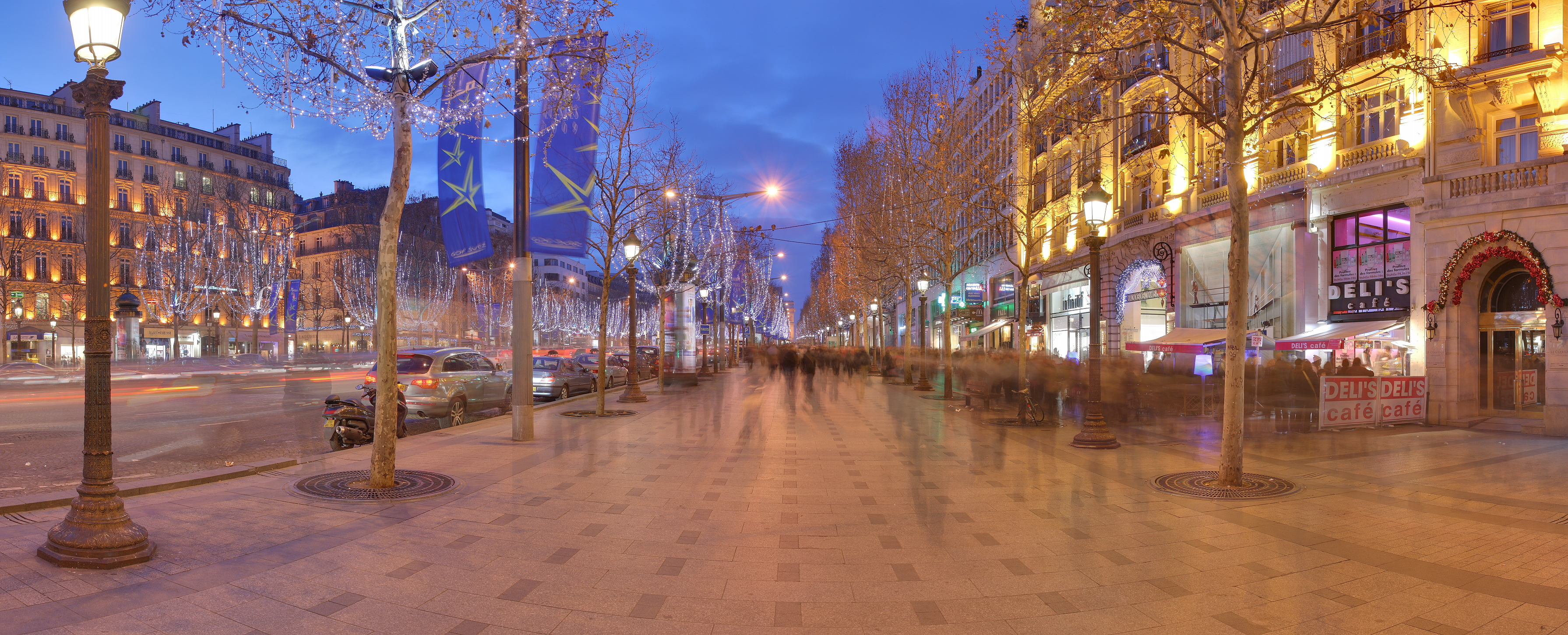
На Елисейских Полях

## История

### XVI—XVII века
Первые документальные упоминания об этой области датируются XVI веком. В ту пору французские короли приезжали поохотиться на уток в этиx болотистыx местаx.
В 1616 году по указанию Марии Медичи в качестве продолжения сада Тюильри на той же оси, что и сад, был проложен бульвар Королевы — три аллеи с вязами, а по приказу Людовика XIV от 24 августа 1667 года о строительстве дороги от замка Тюильри к Версальскому замку под руководством придворного пейзажного архитектора Андре Ленотра была устроена прогулочная зона, продолжавшая сад Тюильри. По обеим сторонам её территория была осушена и засажена деревьями. Затем дорогу укрепили для проезда экипажей и по её сторонам поставили газовые рожки.

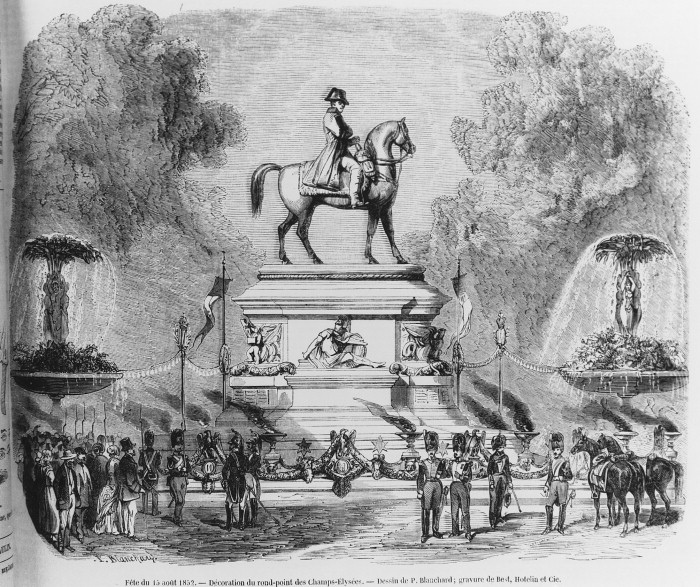
Статуя Наполеона I, воздвигнутая на Елисейских Полях вскоре после коронации Наполеона III

### XVIII век
Это дорога первоначально протянулась до нынешней площади Рон-Пуэн («клумба» на перекрёстке), но в XVIII веке директором дворцовых садов герцогом д´Антен (fr:Louis Antoine de Pardaillan de Gondrin) решено было продолжить её до самого холма Шайо (современная площадь Шарля де Голля, бывшая пл. Звезды) и далее, при его преемнике маркизе де Мариньи, — до моста Нейи.
Николай Карамзин, посетивший Париж в 1790 году, писал в своей книге «Письма русского путешественника», что Елисейские Поля напоминали тогда небольшой лес «с маленькими цветущими лужками, с хижинками, в разных местах рассеянными, из которых в одной вы найдете кофейный дом, в другом — лавку. Тут по воскресеньям гуляет народ, играет музыка, пляшут веселые мещанки. Бедные люди, изнуренные шестидневною работою, отдыхают на свежей траве, пьют вино и поют водевили».
Co времён Французской революции 1789 года улица носит современное название — Елисейские Поля — в честь блаженного места из античной культуры, из которой черпали идеи деятели революции. Впрочем, при Людовике XVI эта территория оставалась безлюдной и небезопасной для прогулок. Вот почему в 1777 году, примерно на уровне нынешнего дома № 73 по Елисейским Полям, был сооружен гвардейский пост.

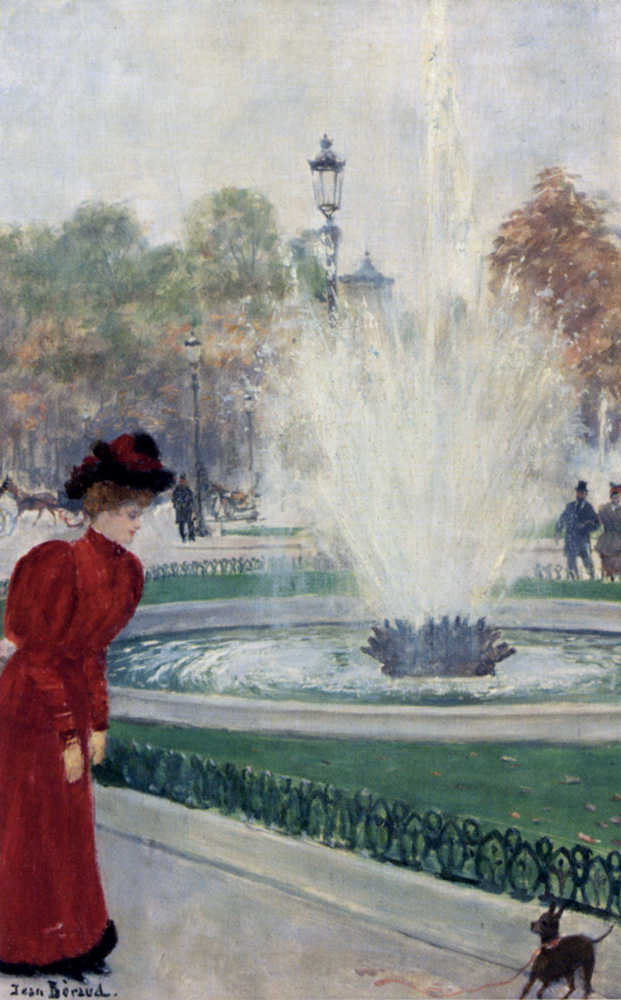
Жан Беро. Парижанка на Круглой площади

25 июня 1791 года по Елисейским Полям проехал под усиленной охраной кортеж с королевской семьёй, которая бежала за границу и была арестована в Варенне. При этом некоторые гвардейцы держали в руках транспаранты с призывами к общественному порядку: «Тот, кто будет рукоплескать королю, получит сто палок, а тот, кто оскорбит короля, будет повешен». Гвардейцы приветствовали королевский кортеж поднятыми вверх прикладами.
Во время Директории Елисейские Поля вошли в моду у парижан. Здесь появляется всё больше лавок и магазинов. Демонстрируя наступившую либерализацию нравов, мадам Амлен прогуливалась здесь в одной газовой тунике.

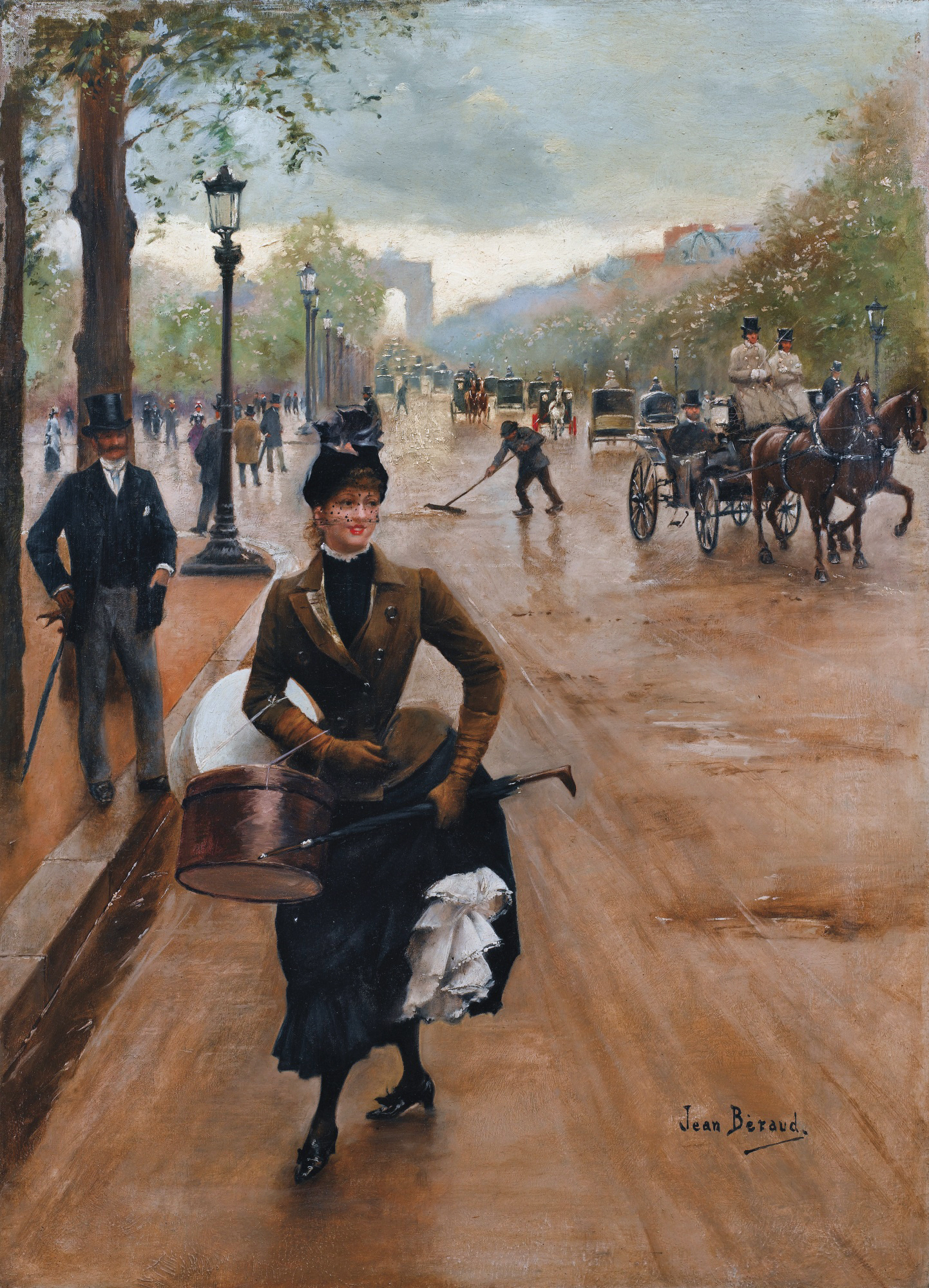
Жан Беро (1848—1935):
Модистка на Елисейских Полях

### XIX век
2 апреля 1810 года новая императрица Мария-Луиза Австрийская под звуки фанфар и барабанов въехала в Париж через Елисейские Поля. 29 марта 1814 года она тем же путём покинула Париж, который брали с боем войска антифранцузской коалиции. Свои временные лагеря — бивуаки казаки русского императора Александра I разбили именно здесь. Они же практически разорили Елисейские Поля — очищать и приводить впоследствии в порядок территорию пришлось несколько лет. В начале XIX века на проспекте насчитывалось всего полдюжины уцелевших строений, среди которых — особняк Масса, впоследствии перенесённый к Парижской обсерватории, в современный XIV округ.
В 1828 году французское государство передало Елисейские Поля муниципалитету Парижа при условии, что городские власти займутся обустройством территории. Это было началом масштабной застройки Елисейских Полей. В 1836 году улица обретает величие вместе с воздвижением Триумфальной арки, восславляющей победу Наполеона Бонапарта при Аустерлице. С 1838 года в эпоху градостроительных преобразований барона Оссмана здесь под руководством архитектора Жака Гитторфа началось устройство садов, которые с конца века почти не изменились. По обе стороны бульвара Гитторф построил несколько изящных павильонов, но всё же и нынче до самой «клумбы» Рон-Пуан Елисейские Поля остаются садом, и лишь кое-где через деревья видны его шикарные дворцы.
В эпоху второй империи на Елисейских Полях появляются элегантные особняки, асфальтированные тротуары, уличное освещение. Елисейские Поля получают всё большую и большую популярность. Здесь проходят всемирные выставки 1844, 1855, 1867 и 1900 годов.
Во время оккупации Парижа, как в 1870 году, так и в 1940, прусские и немецкие войска проводили ежедневные военные парады, чтобы подчеркнуть присутствие их мощи на французской земле.

### XX век

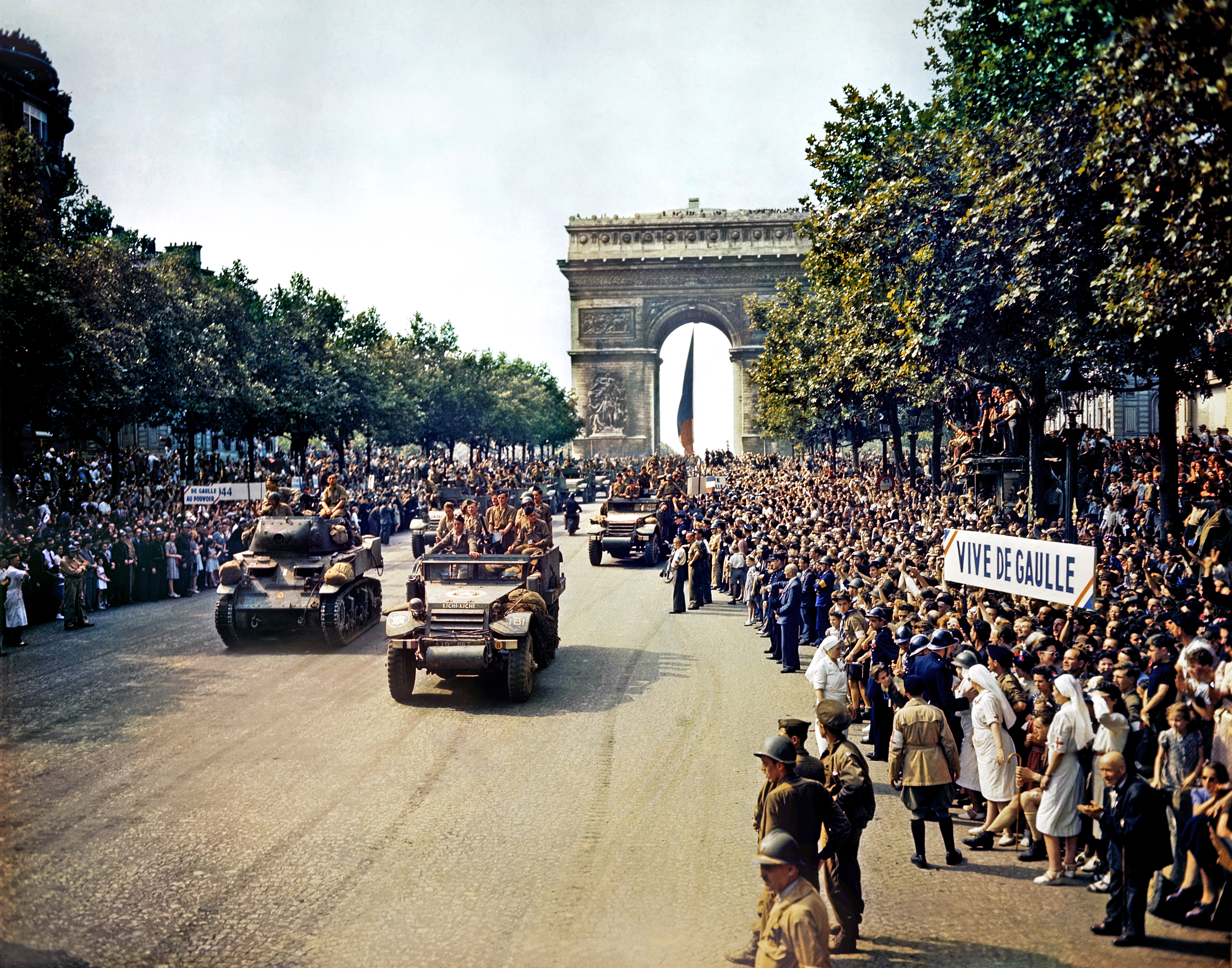
26 августа 1944 года. Проход второй французской бронетанковой дивизии по Елисейским Полям в ознаменование освобождения Парижа от немецких оккупантов

B XX веке Поля становятся местом «национального ликования», куда стекаются толпы парижан по особо торжественным случаям в истории страны, например:
- 26 августа 1944 года в день марша освобождения;
- 14 июля 1989 года, когда страна отмечала 200-летие Великой французской революции;
- 12 июля 1998 года, когда Франция впервые завоевала титул чемпиона мира по футболу, на Елисейские Поля пришли более 3 миллионов человек;
- раз в два года здесь заканчивается известная всему миру велогонка Тур де Франс.

Елисейские Поля являются также и традиционным местом проведений военных парадов в день взятия Бастилии 14 июля, а также 11 ноября в годовщину окончания Первой мировой войны.

## В искусстве
- Елисейским Полям посвящена песня Джо Дассена «Les Champs-Élysées»: «В солнечный день и в дождь, в полдень или в полночь, всё, что хотите, есть на Елисейских Полях».

Au soleil, sous la pluie, à midi ou à minuit 

Il y a tout ce que vous voulez aux Champs-Elysées